# Domus Magna (Bergamo)
La Domus Magna è la sede della Fondazione MIA in via Arena già contrada di santa Grata a Bergamo.

Il fabbricato subì diverse ristrutturazioni e ampliamenti, ospitò gli artisti che lavorarono presso la basilica di Santa Maria Maggiore, diventando parte fondamentale della città. Nei suoi ambienti si conservavano i generi alimentari e il foraggio per le famiglie indigenti, tanto che, durante la carestia del 1629, i locali furono assaliti dai bisognosi in attesa della distribuzione gratuita del pane, e nella ressa morirono soffocate decine di persone.
Il fabbricato ospitò i benefattori, con le loro famiglie, e la sola scuola pubblica della città, l'Accademia Mariana, diventando il luogo d'incontro più importante di Bergamo.

## Storia
La Fondazione MIA sorse a Bergamo nel 1265 per volontà del beato Pinamonte da Brembate e del vescovo Erbondo al solo scopo caritativo.
Nel 1447 la congregazione acquistò dal comune di Bergamo un fabbricato già appartenuto alla famiglia Colleoni, facendone poi nel 1449 la propria sede quando dal comune ebbe anche l'incarico di amministrare la chiesa di Santa Maria Maggiore. Il fabbricato necessitava di una importante ristrutturazione, ma subito iniziarono problemi con il confinante Antonio Bonghi che era un noto giurista, esecutore testamentario di Bartolomeo Colleoni, il quale venne brutalmente assassinato nel marzo del 1484, pare da i Davide Brembati e dal conte Trentino Paride da Lodrone, rispettivamente figlio e genero del conte Bartolomeo Brembati, che era l'allora presidente il consiglio della MIA. La cosa venne tenuta segreta per non mettere in cattiva luce la congregazione e le sue attività benefiche, da qui la leggenda che l'assassinio si sia perpetrato ad opera di ebrei provenienti dal Trentino.  Gli eredi del Bonghi consentirono il prosieguo dei lavori di costruzione, mantenendone una parte. I locali della fondazione dovevano essere anche luoghi di educazione per le future generazioni con scuole pubbliche e relativo convitto. Nacque così nel 1506 la scuola che dal 1566 venne denominata Accademia Mariana che aveva come scopo primario la formazione di chierici per la basilica di Santa Maria Maggiore.

Il desiderio degli amministratori e degli esponenti dell'Accademia degli Eccitati era di mantenere sul territorio cittadino le capacità dei giovani fermando quella che era una migrazione nelle scuole milanesi o pavesi:
I lavori di ristrutturazione vennero iniziati nel 1485 dopo un accordo con i confinanti, ancora oggi una parte del fabbricato è di proprietà dei Secco Suardo subentrati ai Bonghi. I lavori vennero terminati nel 1570.
Il Seicento vide la necessità di ampliare il fabbricato per poter ospitare gli studenti del collegio Mariano che, data l'alta qualità dei suoi insegnanti, non erano solo stanziali, ma erano anche esterni, arrivando a ospitare 300 scolari di cui 53 esterni che necessitavano di alloggio. La situazione piuttosto stretta dell'immobile, chiuso tra via Arena e via san Salvatore, obbligò l'ampliamento in altezza. Serve considerare che la Fondazione MIA avente come scopo sociale l'obbligo di beneficenza nonché di manutenzione della basilica mariana, aveva difficoltà a reperire quanto necessario per lavori edili. I lavori si susseguirono dal 1663-1664 al 1680-1682. Non è dato conoscere chi fossero i progettisti, la documentazione cita come capomastro la presenza di Carlo Messi che lavorò sotto l'assistenza di Ambrogio Mariano, Alessandro Fantoni presente come marengone, i dipinti eseguiti da Domenico Ghislandi mentre gli stucchi realizzati da Giovanni Angelo Sala
La grande ala barocca del fabbricato che versa in Via Arena è stata realizzata nel XVII secolo, così come lo scalone con le decorazioni che porta ai piani superiori, mentre l'atrio d'ingresso realizzato su progetto dell'architetto Ferdinando Caccia, è del 1750 così come i lavori di adattamento locali per ospitare il Collegio Mariano, e la scuola pubblica.

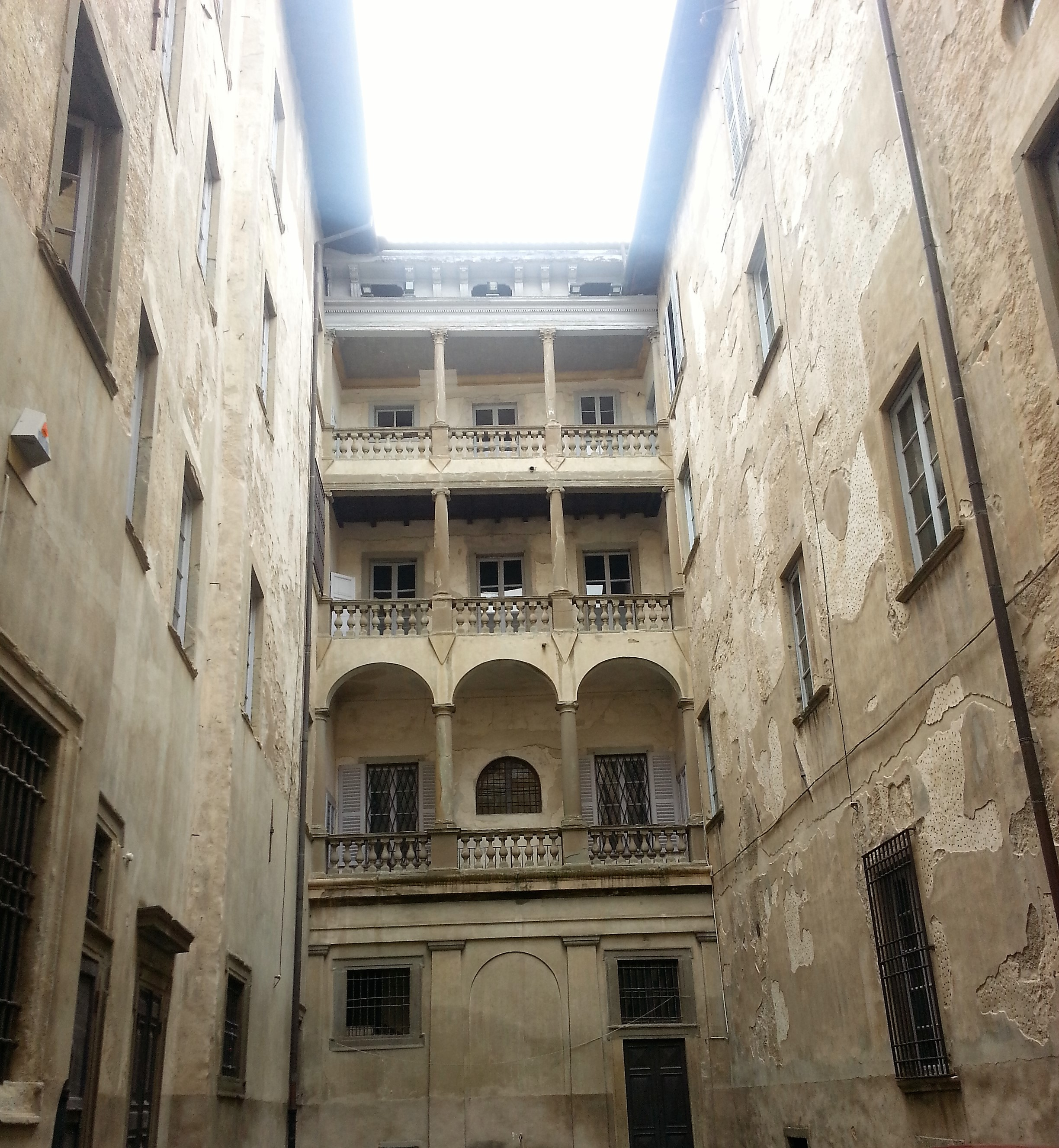
Loggiato progetto di Filipo Alessandri

Il piccolo loggiato che si affaccia sul cortile interno dell'ingresso è opera dell'architetto Giovanni Urbani datato 1666
La Domus, essendo sede della Congregazione della Misericordia, fu il laboratorio per la realizzazione delle tarsie del coro della basilica mariana, e per altre opere, divenne anche il luogo dove venne depositato il battistero di Giovanni da Campione, quando venne dislocato dalla basilica nel XVII secolo.

## Architettura

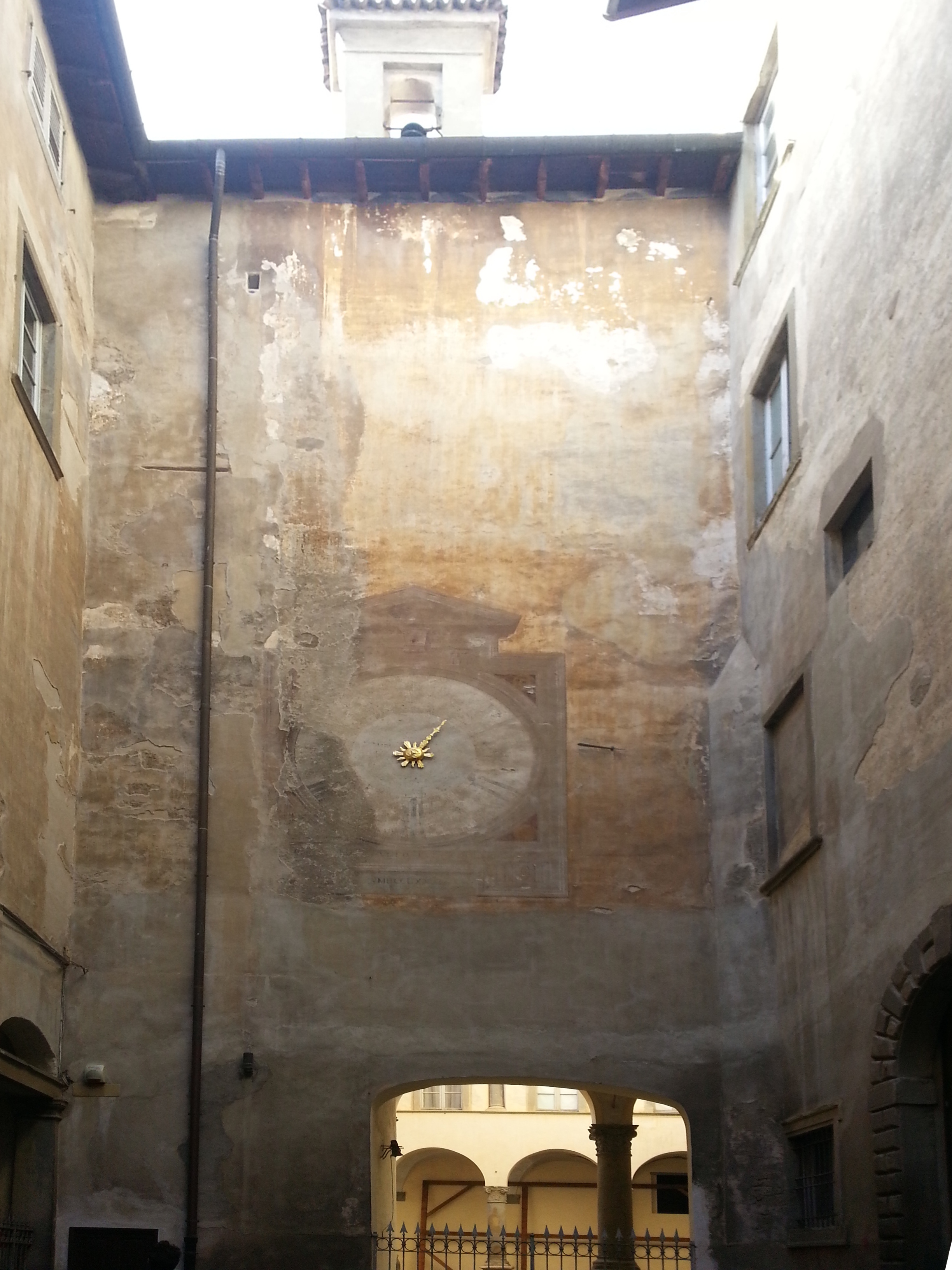
Orologio del 1784

Il grande portale barocco con fasce in bugnato che induce all'interno del palazzo, risale al 1664. Il macherone con la scritta MIA 1664 che vi era collocato sulla sua cima è andato perduto negli interventi di restauro eseguiti nel tempo, ne rimane alcune fotografie a testimonianza. Il bellissimo loggiato progetto di Giovanni Antonio Urgani, che sostituì quello ligneo, si affaccia sul cortile la cui pavimentazione fu realizzata nel 1760 composta da baloselli racchiusi in griglie di pietra tomboidali, e si contrappone al grande orologio del 1784.

Il piano terra si presenta con una grande porticato con colonne di spessore posti su piedistalli, il piano superiore composto da tre ordini di arcate, la prima di qualità architettonica particolarmente armoniosa. 
La Domus Magna è predisposta su quattro livelli considerando lo scantinato posto nel sottosuolo.
Il cortile risale al XVI secolo, mentre il lato porticato sinistro venne realizzato nel 1575 dal lapicida Cristoforo Marchesi.
Nel 1682 viene completato il fabbricato con la parte rivolta verso Via Santa Grata.
 Al piano terreno si trova ora la sala polivalente Pietro Antonio Locatelli. I locali erano un oratorio con annessa una piccola sagrestia con stucchi opera di Giovanni Angelo Sala (1680), ma un incendio del 1696 ne distrusse l'arredo. La ristrutturazione venne assegnata a Filippo Alessandri, stuccatore Muzio Camuzio. Ma nel 1815 la chiesa venne sconsacrata, diventando poi nel 2009 la sala musica.
Al primo piano il Museo Donizettiano, che ne occupa due sale che raccoglie testimonianze della vita artistica di Gaetano Donizetti della baronessa Giovanna Ginevra Rota Basoni Scotti; e la biblioteca musicale  intitolata sempre al compositore bergamasco, che conserva opere di autori che hanno studiato e collaborato con la fondazione, e in tutta la bergamasca. La biblioteca è suddivisa in quattro sezioni, di qui la quarta dedicata al maestro Gianandrea Gavazzeni. 
Al secondo e terzo piano vi è la Sala Piatti dedicata al violoncellista Carlo Alfredo Piatti. La sala costruita nel 1903 ha il soffitto decorato da Francesco Domeneghini. La sala è stata restaurata e riaperta nel 2003. Ha una lunghezza di 18 metri, e due logge al piano superiore; la sala è stata creata con criteri rispondenti ad avere un'ottima acustica.